# Jenna Hellstrom
Jenna Hellstrom, född 2 april 1995, är en kanadensisk före detta fotbollsspelare.

## Karriär
Hellstrom spelade universitetsfotboll för Kent State University. Hon spelade 74 matcher och gjorde 37 mål mellan 2013 och 2016. Därefter spelade hon för Motor City FC i den amerikanska andraligan.
I juli 2017 värvades Hellstrom av FC Rosengård, där hon skrev på ett kontrakt säsongen ut. Hon var med och vann Svenska cupen 2016/2017, där Rosengård besegrade Linköpings FC med 1–0 i finalen.
I december 2017 värvades Hellstrom av Djurgårdens IF. I augusti 2018 värvades hon av Växjö DFF. I december 2018 gick Hellstrom till KIF Örebro DFF.
Den 17 december 2019 värvades Hellstrom av Washington Spirit. Inför säsongen 2021 återvände Hellstrom till KIF Örebro, där hon skrev på ett ettårskontrakt. I oktober 2021 förlängde Hellstrom sitt kontrakt i klubben fram över säsongen 2022. Den 15 juli 2022 skrev hon på ett tvåårskontrakt med franska Dijon. I februari 2023 meddelade Hellstrom att hon avslutade sin fotbollskarriär.